# موش آبی اروپایی
موش آبی اروپایی یا ول آبی اروپایی (نام علمی: Arvicola amphibius) نام یک گونه از سرده ول‌های آب‌دوست است.